# Christian Abbiati
Christian Abbiati (* 8. Juli 1977 in Abbiategrasso, Provinz Mailand) ist ein ehemaliger italienischer Fußballtorwart.

## Karriere
Christian Abbiati begann seine Profikarriere 1996 bei der Calcio Monza und wechselte 1998 zur AC Mailand, wo er sich im internen Konkurrenzkampf auch gegen Jens Lehmann durchsetzen konnte. Von Januar 1999 bis Sommer 2002 war Abbiati Stammtorwart bei Milan und wurde von Nationaltrainer und Torwartlegende Dino Zoff auch in den Kader der italienischen Nationalmannschaft für die Europameisterschaft 2000 berufen. Hier war er dritter Torhüter und kam ebenso wenig zum Einsatz wie bei der Weltmeisterschaft 2002 und stand jeweils im Schatten von Gianluigi Buffon und Francesco Toldo. 
Auch beim AC Mailand lief ihm der brasilianische Torhüter Dida ab der Saison 2002/03 den Rang ab. Bis 2005 war Abbiati nur noch Ersatztorwart. Als sich Juventus Turins Schlussmann Gianluigi Buffon in einem Freundschaftsspiel gegen Milan im Sommer 2005 schwer an der Schulter verletzte und mehrere Monate pausieren musste, liehen die Rossoneri Abbiati für die Spielzeit 2005/06 an die Juve aus. Dort zeigte er überragende Leistungen und empfahl sich dadurch sogar wieder für die Nationalmannschaft. Nach Buffons Genesung wurde Christian Abbiati jedoch wieder zum Ersatztorwart degradiert, trotzdem waren am Saisonende einige Serie-A-Vereine an seiner Verpflichtung interessiert, darunter auch Juventus. Im Sommer 2006 wurde Christian Abbiati an den FC Turin ausgeliehen, wo er Stammtorwart war. Die Saison 2007/08 verbrachte er leihweise beim spanischen Klub Atlético Madrid. Zur Saison 2008/09 kehrte Abbiati zum AC Mailand zurück, wo er sich als Stammtorhüter gegen Zeljko Kalac und Dida durchsetzen konnte. Nach mehreren Jahren als erster Torwart rückte er in der Saison 2014/15 in die zweite Reihe hinter den neuen Stammkeeper Diego Lopez (vorher Real Madrid). In der Saison 2015/16 war er dritter in der Torhüterrangfolge. Er beendete mit dieser Saison seine Karriere.

## Erfolge

### AC Mailand
- Italienische Meisterschaft: 1998/99, 2003/04, 2010/11
- Champions League: 2002/03
- UEFA Super Cup: 2003
- Coppa Italia: 2002/03
- Italienischer Supercup: 2004

### Juventus Turin
- Italienische Meisterschaft: 2005/06 a

### Nationalmannschaft
- U-21-Europameister: 2000

## Persönliches Leben
Abbiati ist bekennender Faschist. So sagte er im September 2008: „Ich schäme mich nicht, mich zu meinen politischen Überzeugungen zu bekennen. Ich teile die Ideale des Faschismus, wie die des Vaterlands und die Werte der katholischen Religion.“
Weiter sagte er, dass er „die Fähigkeiten des Faschismus, den Bürgern Ordnung und Sicherheit zu garantieren“, bewundere.